# International Urogynecology Journal
Das International Urogynecology Journal, abgekürzt Int. Urogynecol. J., ist eine wissenschaftliche Fachzeitschrift, die vom Springer-Verlag veröffentlicht wird. Die Zeitschrift wurde im Jahr 1990 gegründet und ist das offizielle Publikationsorgan der International Urogynecological Association. Sie erscheint mit zwölf Ausgaben im Jahr. Es werden Arbeiten veröffentlicht, sich mit Fragen der Urogynäkologie und Beschwerden des Beckenbodens beschäftigen.
Der Impact Factor lag im Jahr 2014 bei 1,961. Nach der Statistik des ISI Web of Knowledge wird das Journal mit diesem Impact Factor in der Kategorie Gynäkologie und Geburtshilfe an 33. Stelle von 79 Zeitschriften geführt.
Chefredakteure sind Peter L. Dwyer, Mercy Hospital for Women, Universität Melbourne, Australien und Paul Riss, Medizinische Universität Wien.